# Coelorinchus weberi
Coelorinchus weberi är en fiskart som beskrevs av Gilbert och Hubbs 1920. Coelorinchus weberi ingår i släktet Coelorinchus och familjen skolästfiskar. IUCN kategoriserar arten globalt som otillräckligt studerad. Inga underarter finns listade i Catalogue of Life.